# Ophiomyia orientalis
Ophiomyia orientalis este o specie de muște din genul Ophiomyia, familia Agromyzidae, descrisă de Cerny în anul 1994.
Este endemică în Slovakia. Conform Catalogue of Life specia Ophiomyia orientalis nu are subspecii cunoscute.